# Honda Civic (3. generation)
Honda Civic er en lille mellemklassebil fra Honda. Denne artikel omhandler den tredje modelgeneration, som blev fremstillet fra oktober 1983 til oktober 1987.
Modellen fandtes i fire karrosserivarianter, coupéen CR-X, tredørs hatchback, firedørs sedan og som den kompakte MPV Civic Shuttle (en forløber for nutidens kompakte MPV'ere). Designfirmaet Pininfarina deltog i designet af modelserien.

## Udstyr
Denne generation fandtes ikke som klassisk stationcar, da denne rolle blev overtaget af MPV'en Civic Shuttle. Shuttle havde som standardudstyr forhjulstræk, men kunne også leveres med firehjulstræk som betjenes med en trykknap på instrumentbrættet. I 1987 blev firehjulstræksystemet modificeret til et nyt Real-Time-system med automatisk viskokobling, som efter behov automatisk fordelte kraften til baghjulene.
- Civic tredørs bagfra
- Honda Civic firedørs
- Honda Civic Shuttle

## Motorer
Civic fandtes i den første tid med benzinmotorer på 1,3 liter med 52 kW (71 hk) og 1,5 liter med 63 kW (86 hk). Disse blev i 1984 suppleret af en 1,2-litersmotor med 40 kW (54 hk). Topmodellen hed 1,5 GT og havde 74 kW (101 hk). Den kunne fra modelår 1986 også leveres i en version med reguleret katalysator og 66 kW (90 hk).

### Modeloversigt
| Modelkode | Model            | Slagvolume      | kW (hk)  | Motorkode | Særligt                | Byggeperiode      |
| --------- | ---------------- | --------------- | -------- | --------- | ---------------------- | ----------------- |
| AL        | Tredørs          | 1,2 liter       | 40 (54)  | ZA2       |                        | 1/1984 − 10/1987  |
| AH        | Tredørs (1.5S)   | 1,5 liter       | 63 (86)  | EW1       | Med servostyring       | 10/1983 − 10/1987 |
| AH        | Tredørs (1.5GT)  | 1,5 liter       | 74 (101) | EW2       | PGM-Fi1                | 1/1985 − 10/1987  |
| AH        | Tredørs (1.5iGT) | 1,5 liter       | 66 (90)  | EW2       | PGM-Fi1 og katalysator | 1/1986 − 10/1987  |
| AF        | Todørs (CRX)     | 1,5 liter       | 74 (101) | EW3       |                        | 9/1983 − 10/1987  |
| AG        | Tredørs          | 1,3 liter       | 52 (71)  | EV1       |                        | 10/1983 − 10/1987 |
| AG        | Tredørs          | 1,3 liter       | 55 (75)  | EV2       | Med Hondamatic H3      |                   |
| AK        | Firedørs         | 1,5 liter       | 66 (90)  | EW1       |                        | 1/1986 − 10/1987  |
| AK        | Femdørs          | 1,5 liter       | 66 (90)  | EW1       |                        |                   |
| AM        | Firedørs         | 1,2 liter       | 40 (54)  | ZA1       |                        | 10/1983 − 10/1987 |
| AN        | Shuttle          | 1,5 liter       | 63 (86)  | EW2       | Real Time 4WD          |                   |
| AN        | Shuttle          | 1,5 liter       | 63 (86)  | EW2       | 1/1985 − 10/1987       |                   |
| AR        | Shuttle          | 1,5 liter       | 66 (90)  | EW        | Real Time 4WD          |                   |
| AR        | Shuttle          | 1,5 liter       | 66 (90)  | EW        | 10/1983 − 10/1987      |                   |
| AS        | Todørs (CRX)     | 1,6 liter (16V) | 92 (125) | ZC1       |                        | 9/1983 − 10/1987  |